# Kleiner Gilfert
Der Kleine Gilfert ist ein 2388 m ü. A. hoher Berg in den Tuxer Alpen. Er gehört zum Rastkogel-Massiv.
Der bis dahin eher unscheinbare Gipfel, über den ursprünglich kein Wanderweg verlief, trägt seit 2008 ein großes Gipfelkreuz, das als Friedenssymbol bezeichnet wird. Dieses kunstvolle Kreuz vereint u. a. die Zeichen der Weltreligionen.
Der Gipfel ist u. a. von der Rastkogelhütte in etwa zwei Stunden zu erreichen. Markiert ist der Weg nach dem Sidanjoch mit den Zeichen der Weltreligionen.